# Distrito de Jhansi
Jhansi (en hindi; झांसी जिला) es un distrito de India en el estado de Uttar Pradesh. Código ISO: IN.UP.JH.
Comprende una superficie de 5 024 km².
El centro administrativo es la ciudad de Jhansi. Dentro del distrito se encuentran los pueblos de Moth y Erich.

## Demografía
Según censo 2011 contaba con una población total de 2 000 755 habitantes.